# Наомі Ланг
Наомі Ланг (англ. Naomi Lang; нар. 18 грудня 1978, Арката, Каліфорнія, США) — американська танцівниця на льоду. Разом з партнером по катанню на ковзанах Петром Чернишевим — дворазова чемпіонка чотирьох континентів (2000 і 2002), п'ятиразова національна чемпіонка США (1999—2003), також учасниця зимових Олімпійських ігор 2002 року. Стала першою індіанською спортсменкою, яка брала участь у зимових Олімпійських іграх. Представниця каліфорнійського племені карук.

## Біографія
Народилася в Аркаті, Каліфорнія, в родині Леслі Діксон і Джейсона Ланга, члена племені карук. У трирічному віці зайнялася танцями і продовжувала займатися балетом до 15 років, почавши навчання в Dancer's Studio в Юриці. Виступала з Grand Rapids (Michigan) Ballet Co. і вивчала балет в Interlochen Arts Academy, у якій у 12 років стала лавреаткою за «Видатні досягнення в балеті». 1997 року закінчила середню школу Лейк-Плесід, штат Нью-Йорк.
2004 року народила дочку від українського льодового акробата Володимира Беседіна. У серпні 2008 року вийшла заміж за американського танцюриста на льоду Марка Фіцджеральда у Таррітауні, Нью-Йорк. У пари народилося двоє дітей. Вони розлучилися 2016 року.
Пізніше вийшла заміж за Джеффрі Стронга, і у них двоє дітей. Сім'я проживає в Гілберті, Аризона.

## Спортивна кар'єра
У 8 років почала кататися на ковзанах, після перегляду «Смурфиків на льоду». Виступала в парі з Джоном Лі, вигравши титул новачка США 1995 року та срібну медаль США серед юніорів 1996 року.

### Партнерство з Чернишовим
1996 року її помітив Петро Чернишев і письмово звернувся до неї з проханням взяти участь у відборі. Вони показали успішну спробу в Лейк-Плесіді, штат Нью-Йорк, і тренувалися там дев'ять місяців з Наталією Дубовою. Через тугу за домом Ланг, вони переїхали до Детройта і почали тренуватися з Ігорем Шпільбандом і Елізабет Коутс.
У парі з Чернишовим 1999 року вперше виграла національний титул США. Наступного сезону вони завоювали золото на Чемпіонаті чотирьох континентів 2000 року та посіли 8 місце на Чемпіонаті світу 2000 року. Вони також виступали з американським гастрольним шоу «Champions on Ice».
2000 року переїхали до Гакенсака, Нью-Джерсі, щоб тренуватися з Олександром Жуліним, який тренував їх до кінця сезону 2001—2002. Вони пропустили змагання Гран-прі 2001 року через шинсплінт Чернишова. Повернувшись до змагань, вони виграли свій четвертий національний титул на Чемпіонаті США 2002 року, а потім виграли свій другий титул Чотирьох континентів. Посіли одинадцяте місце на зимових Олімпійських іграх 2002 року та дев'яте на Чемпіонаті світу 2002 року.
У 2002—2003 роках пару тренував Микола Морозов. Пропустивши Гран-прі 2002 року через травму Ланг, дует виграв свій п'ятий національний титул на Чемпіонаті США 2003 року, отримав бронзу на Чемпіонаті чотирьох континентів 2003 року та посів 8 місце на Чемпіонаті світу 2003 року.
Не виступали на міжнародних змаганнях у сезоні 2003—2004 років. Мали намір взяти участь у чемпіонаті США 2004 року, але відмовилися від змагань через повторну травму Ланг ахіллового сухожилля. У лютому 2004 року оголосили про завершення кар'єри. Дует продовжував разом професійно виступати на ковзанах і з'являвся в кількох американських льодових шоу, зокрема у шоу Діссона, яке транслювалися на NBC і Hallmark Channel. Багато гастролювали Європою та Росією, виступаючи в шоу Євгена Плющенко. Виступали на приватній різдвяній вечірці Джима Керрі в Голлівуді.
Працює в The Ice Den Chandler/Scottsdale менеджером Ice Dance.

## Програми
(разом з Чернишовим)
| Season    | Оригінальний танець                                                        | Вільний танець | Показовий                                          |
| --------- | -------------------------------------------------------------------------- | --- | -------------------------------------------------- |
| 2002–2003 | - Вальс Дмитро Шостакович - Polka Бедржіх Сметана                          | - Still Loving You Scorpions                                                                                                   |                                                    |
| 2001–2002 | Кармен Жорж Бізе: - Марш тореодорів - Арія Кармен - Марш тореодорів        | - Parisian Walkways Гері Мур                                                                                                   | - Fallin' Аліша Кіз                                |
| 2000–2001 | - Fly Me to the Moon Френк Сінатра - One Minute Tramp Каунт Бейсі          | - Air on a G String Йоганн Себастьян Бах - Storm (з Чотири пори року) Антоніо Вівальді у виконанні Ванесси Мей                 | - Parisian Walkways - Still Got The Blues Гері Мур |
| 1999–2000 | - Oye Como Va Карлос Сантана                                               | - Anytime, Anywhere Сара Брайтман                                                                                              | - All I Ask of You Ендрю Ллойд Веббер              |
| 1998–1999 | - Masquerade Waltz Арам Хачатурян - Waltz of the Flowers Петро Чайковський | - Adiós Nonino Астор П'яццола                                                                                                  | - Falling into You Селін Діон                      |
| 1997–1998 | - Good Golly Miss Molly Літл Річард                                        | - Sobre El Arco Iris Перес Прадо - Ran Kan Kan Тіто Пуенте - Sempre Nel Mio Cuor Перес Прадо - Mambo Caliente Артуро Сандоваль | - Good Golly Miss Molly Літл Річард                |

## Результати
(разом з Чернишовим)
| International                  | International | International | International | International | International | International | International | International |
| Event                          | 1996–97       | 1997–98       | 1998–99       | 1999–00       | 2000–01       | 2001–02       | 2002–03       | 2003–04       |
| ------------------------------ | ------------- | ------------- | ------------- | ------------- | ------------- | ------------- | ------------- | ------------- |
| Олімпійські ігри               |               |               |               |               |               | 11            |               |               |
| Чемпіонат світу                |               |               | 10            | 8             | 9             | 9             | 8             |               |
| Чемпіонат чотирьох континентів |               |               | 3             | 1             | 2             | 1             | 3             |               |
| GP Кубок Росії                 |               |               | 5             |               |               |               |               |               |
| GP Grand Prix de France        |               |               |               | 5             |               |               |               |               |
| GP Skate America               |               | 6             | 5             | 3             | 5             |               |               |               |
| GP Skate Canada International  |               | 9             |               |               |               |               |               |               |
| Lysiane Lauret                 |               | 2             |               |               |               |               |               |               |
| Національні                    |               |               |               |               |               |               |               |               |
| Чемпіонат США                  | 5             | 3             | 1             | 1             | 1             | 1             | 1             | WD            |
| GP = Grand Prix; WD = Withdrew |               |               |               |               |               |               |               |               |

(з Лі)
| Подія                | 1996 |
| -------------------- | ---- |
| Чемпіонат США        | 2    |
| J. = Молодший рівень |      |